# Bror Hansson
Bror Hansson (ur. 1914 w Vellinge, zm. 6 lipca 2008 w Szwecji) – szwedzki filantrop organizujący sprzęt medyczny i rehabilitacyjny dla Polski.
Głównym aspektem działalności dobroczynnej Brora Hanssona było organizowanie sprzętu medycznego i rehabilitacyjnego na terenie Szwecji, który przekazywany był do odpowiednich fundacji i ośrodków medycznych w Polsce w okresie 1978-2007. Oprócz tego wspierał także krakowskie organizacje charytatywne, m.in. Fundację Brata Alberta oraz Schronisko dla Niepełnosprawnych w Radwanowicach. Organizował zbiórki pieniężne na pokrycie kosztów operacji dzieci z Polski w szpitalach w Szwecji.
Dzięki swojej działalności charytatywnej zyskał sobie przydomek Świętego Mikołaja z Lund.
Z inicjatywy doktora Zdzisława Żelaznego i jego żony Zofii, przyjaciół Hanssona, powstało w Krakowie Stowarzyszenie Filantropów im. Brora Hanssona w 1995 roku.
Na sesji z dnia 2 lipca 1993 Rada Miasta Krakowa obok czterech innych zasłużonych osób: Edwarda Raczyńskiego, Wacława Jędrzejewicza, Stanisława Maczka, Adama Bienia przyznała Brorowi Hanssonowi tytuł Honorowego Obywatela Miasta Krakowa za działalność filantropijną w Polsce i Krakowie.
W 2014 roku został patronem skweru w centrum Krakowa (przy placu gen. Władysława Sikorskiego).